# Schottengasse

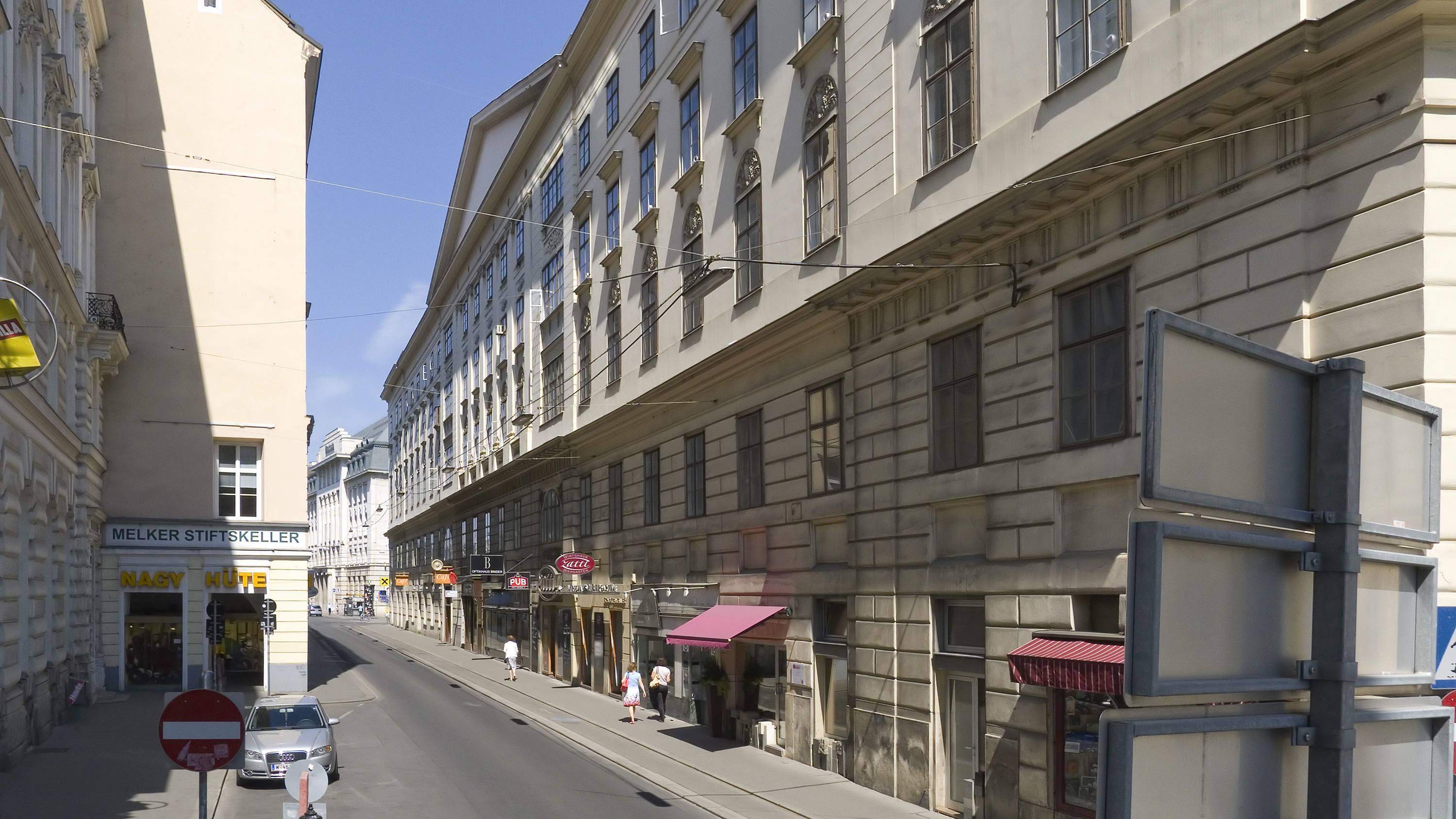
Der ältere Straßenteil zwischen Melkerhof und Schottenstift

Die Schottengasse befindet sich im 1. Wiener Gemeindebezirk, der Inneren Stadt. Sie besteht seit dem Mittelalter, ihre heutige Namensform existiert seit 1795. Benannt ist die Gasse nach dem Wiener Schottenstift, das an der Schottengasse liegt.

## Geschichte
Die Schottengasse hatte ursprünglich nur die Hälfte ihrer heutigen Länge und erstreckte sich von der Freyung mit dem um 1155 gegründeten Schottenstift bis zur heutigen Helferstorferstraße, wo sich einst das Schottentor als Teil der Wiener Stadtbefestigung befand. Zur Zeit der Stiftsgründung befand sich dieses Gelände noch außerhalb der Stadtgrenzen von Wien, die aber mit der Errichtung einer neuen Wiener Stadtmauer noch im 12. Jahrhundert bis zum bereits 1276 unter dem Namen porta Scotorum („Schottentor“) nachweisbaren Schottentor ausgedehnt wurden. 1339 ist der Name Beim Schottentor für die Gasse nachgewiesen, 1385 Innerhalb Schottentor, 1563 Zu den Schotten, 1664 Gegen dem Schottentor, 1776 In den Schotten und 1786 Straße nach dem Schottentor, bis sich die heutige Namensform seit 1795 schließlich durchsetzte. Obwohl die Schottengasse nur kurz und schmal war, hatte sie dennoch seit jeher eine wichtige Funktion als Ausfallstraße in den Norden von Wien. Als im Zuge der Schleifung der Wiener Stadtmauer und der Errichtung der Wiener Ringstraße 1862 auch das Schottentor abgerissen wurde, verlängerte man die Schottengasse in gerader Richtung bis zur Maria-Theresien-Straße, wo sie dann in die Währinger Straße überging.

## Lage und Charakteristik

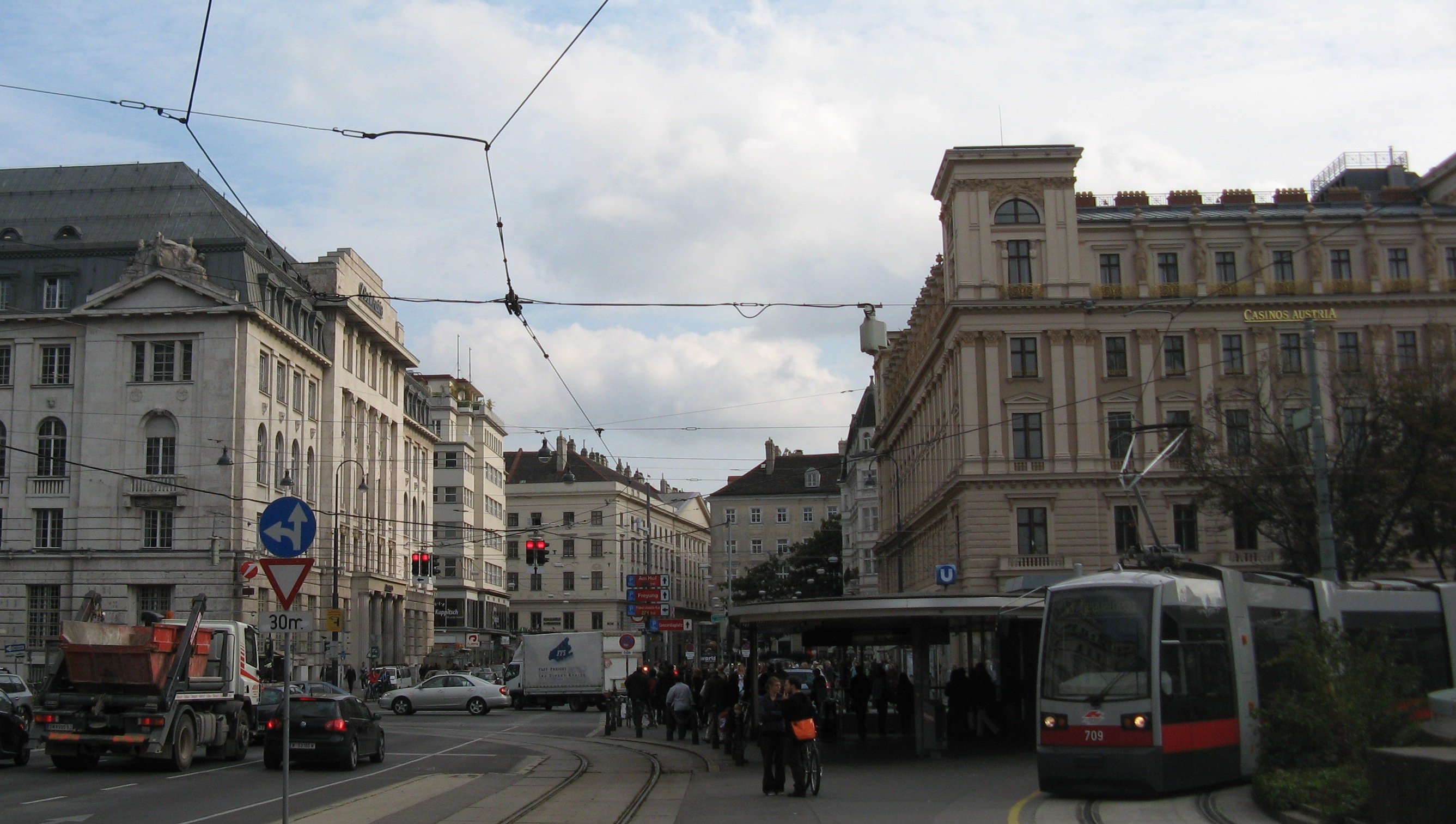
Der neuere Straßenteil von der Ringstraße aus

Die Schottengasse führt von der Freyung in nordwestlicher Richtung bis zur Grenze des 9. Wiener Gemeindebezirks, Alsergrund, bei der Maria-Theresien-Straße. Dabei quert sie die Wiener Ringstraße. In südlicher Richtung setzt sie sich in der Herrengasse, in nördlicher Richtung in der Währinger Straße fort. Entsprechend ihrer historischen Entwicklung zeigt die Schottengasse zwei völlig konträre Gesichter. Der ältere Teil liegt eng und schmal zwischen den monumentalen Bauten von Schottenstift und Melkerhof. Dieser Abschnitt wird als Einbahnstraße stadteinwärts geführt. Der neuere Teil der Straße hingegen ist breit und wirkt fast platzartig. Er wird von repräsentativen Palais und Bankgebäuden des 19. und 20. Jahrhunderts geprägt. Dieser Straßenabschnitt wird in beide Fahrtrichtungen benützt und weist überdies noch eine Nebenfahrbahn zwischen Mölkerbastei und Ringstraße auf. Besonders dieser Abschnitt ist stark von Autos befahren, aber auch der schmale, ältere Teil ist als Zufahrt in die Innere Stadt eine wichtige Verkehrsverbindung. An der Kreuzung von Ringstraße und Schottengasse befindet sich einer der wichtigsten Knotenpunkte des öffentlichen Personennahverkehrs. Hier liegen die U-Bahn-Station Schottentor der Linie U2, Haltestellen der auf der Ringstraße verkehrenden Straßenbahnlinien 1, 71 und D, die Endstationen der in die nordwestlichen Bezirke führenden Straßenbahnlinien 37, 38, 40, 41, 42, 43 und 44 und die Endstation der Autobuslinie 1A, die fast die ganze Länge der Schottengasse in Richtung Stadtmittelpunkt befährt. Außerdem befinden sich in der Schottengasse ein großer Taxistandplatz und über die ganze Länge der Straße ein Radweg. All dies führt auch zu einem großen Fußgängeraufkommen in der Schottengasse, die eine der meistfrequentierten Zugangsstraßen in die Innere Stadt für Einheimische und Touristen ist. Außer unmittelbar im Bereich um die Ringstraße findet man in der Schottengasse auch zahlreiche namhafte Geschäfte und Lokale. Vor dem Mölker Steig liegt eine ganz kleine Grünfläche.

## Bedeutende Gebäude

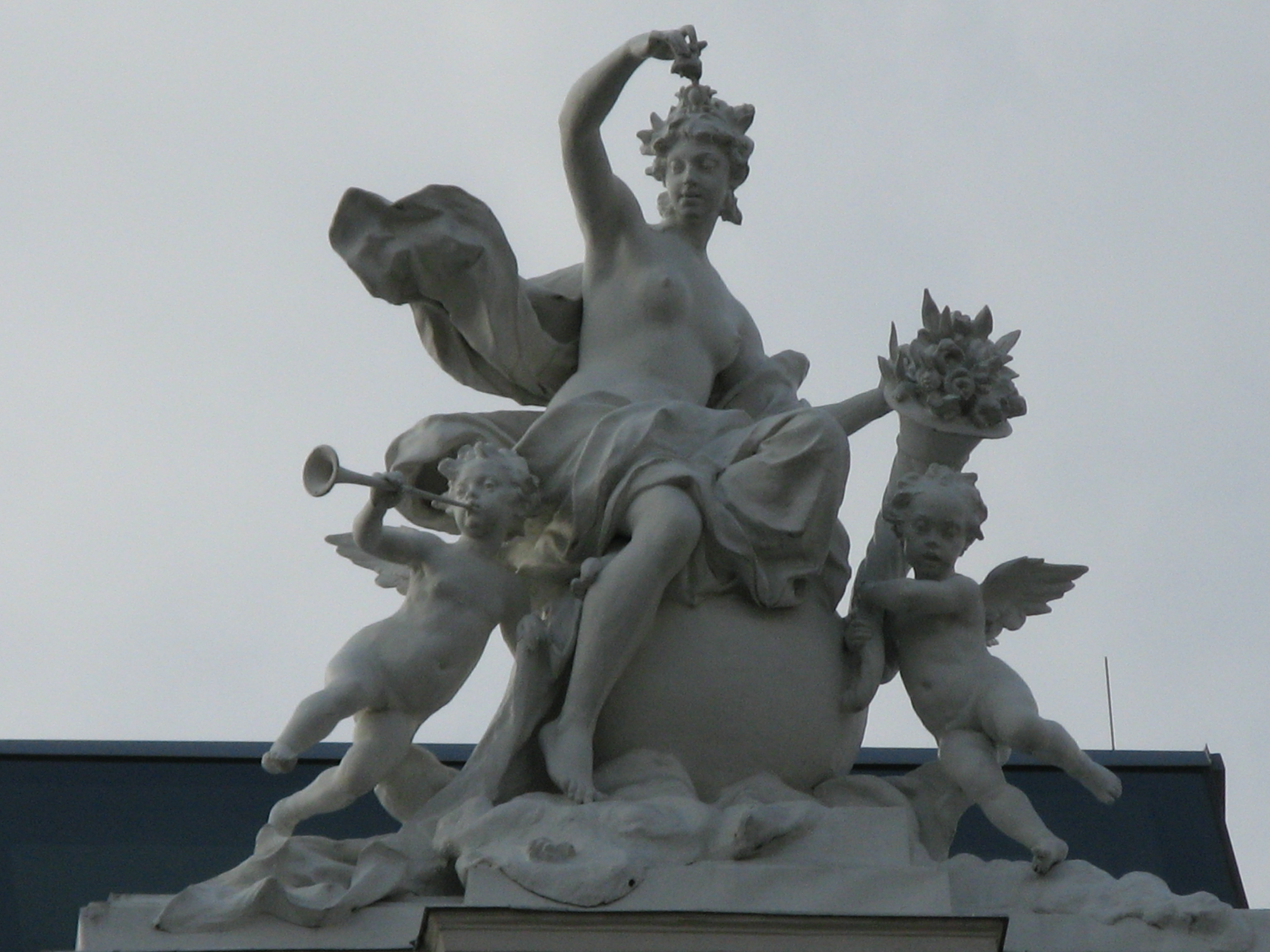
Skulptur der Fortuna an der Ehemaligen Allgemeinen Depositenbank

### Nr. 1 Ehemalige Allgemeine Depositenbank
Am Beginn der Schottengasse, Ecke Teinfaltstraße, liegt das Gebäude der ehemaligen Allgemeinen Depositenbank. Es wurde in den Jahren 1892/93 von Emil von Förster im späthistoristischen Stil errichtet. Hervorgehoben ist besonders der abgeschrägte Eckrisalit mit korinthischen Riesenpilastern und Halbsäulen, bekrönt mit einer Skulpturengruppe, die Fortuna mit zwei Putten zeigt. In Höhe der Beletage sind auch Balkone mit schönen Gittern beachtenswert. Insgesamt gliedert sich das Gebäude in eine hohe Sockelzone mit Rundbogenfenstern und gerade überdachten Pilasterportalen, eine Obergeschoßzone mit Kolossallisenen und übergiebelten Rundbogenfenstern und einer Attikazone. Im Inneren ist das marmorverkleidete Foyer mit seinem Kreuzgratgewölbe hervorzuheben sowie im Stiegenhaus die Treppe mit Gusseisengeländer auf einem Marmorsockel. Das Gebäude befindet sich im Eigentum einer 2015 von Karl Wlaschek hinterlassenen Stiftung.

### Nr. 2 Schottenstift
Das Schottenstift spielte in der Geschichte Wiens eine bedeutende Rolle. Als der Babenberger Heinrich II. Jasomirgott seine Residenz von Klosterneuburg nach Wien verlegte, gründete er 1155 mit irischen Mönchen (Schotten genannt), die er aus Regensburg holte, Kirche und Stift. Das Kloster lag am Steinfeld entlang des Alsbaches in unmittelbarer Nähe des Herzogssitzes Am Hof, aber noch außerhalb der Grenzen Wiens, die erst um 1200 das Schottenstift miteinbezogen. Das Stift, das nur mit iroschottischen Mönchen besetzt werden durfte, erhielt weitreichende Privilegien und Grundbesitz. Herzog Heinrich Jasomirgott und seine Familie wurden in der Stiftskirche bestattet. Nachdem sich aufgrund fehlenden Nachwuchses die letzten irischen Mönche nach Regensburg zurückzogen, wurde das Stift mit einheimischen Benediktinern wiederbesiedelt, behielt aber seinen bereits traditionellen Namen. Aufgrund strenger asketischer Ordensregeln nach der Melker Klosterreform und in der Zeit der Gegenreformation erfolgte eine neue Blütezeit des Klosters. Seit jeher bestand eine enge Verbindung zur Wiener Universität, und Theologie und Wissenschaft wurden besonders gefördert. Schon 1310 führten die Mönche hier eine Klosterschule, das 1807 gegründete Schottengymnasium wurde von zahlreichen später berühmt gewordenen Schülern besucht. 1945 erfolgte im Prälatensaal des Schottenstifts die Gründung der Österreichischen Volkspartei. Neben der Schottenkirche sind besonders die Kunstsammlung des Stiftes mit dem Wiener Schottenaltar und die Bibliothek mit ihrem 130.000 Bände umfassenden Bücherbestand, darunter auch zahlreiche Handschriften und Inkunabeln, hervorzuheben.
Das Schottenstift, dessen Hauptfassade an der Freyung 6 liegt, besteht aus einem weiträumigen Komplex von meist 5–6geschoßigen Gebäuden um große Innenhöfe. Spätestens im Spätmittelalter reichte dieser Komplex bereits bis an die Schottengasse heran. Heute ist der Abt-Schmitzberger-Trakt zwischen Schottengasse und Großem Schottenhof der größte seiner Art. Nachdem ab 1638 die Stiftskirche barock umgebaut wurde, entstand auch 1673 bis 1681 der Trakt an der Schottengasse neu. Hier wohnte der Abt, große Teile des Gebäudes wurden aber auch vermietet. Seine heutige klassizistische äußere Gestalt erhielt der Bau durch die Umbauten von Joseph Kornhäusel. Von 1826 bis 1832 führte er eine Aufstockung und Neufassadierung durch. An der langen und schlichten Fassade treten die Mittel- und Seitenrisalite kaum hervor. Der übergiebelte Mittelrisalit weist eine ionische Pilastergliederung auf. An den Seiten befanden sich ursprünglich zwei Durchfahrten, die aber vermauert wurden.

### Nr. 3–3a Melker Hof

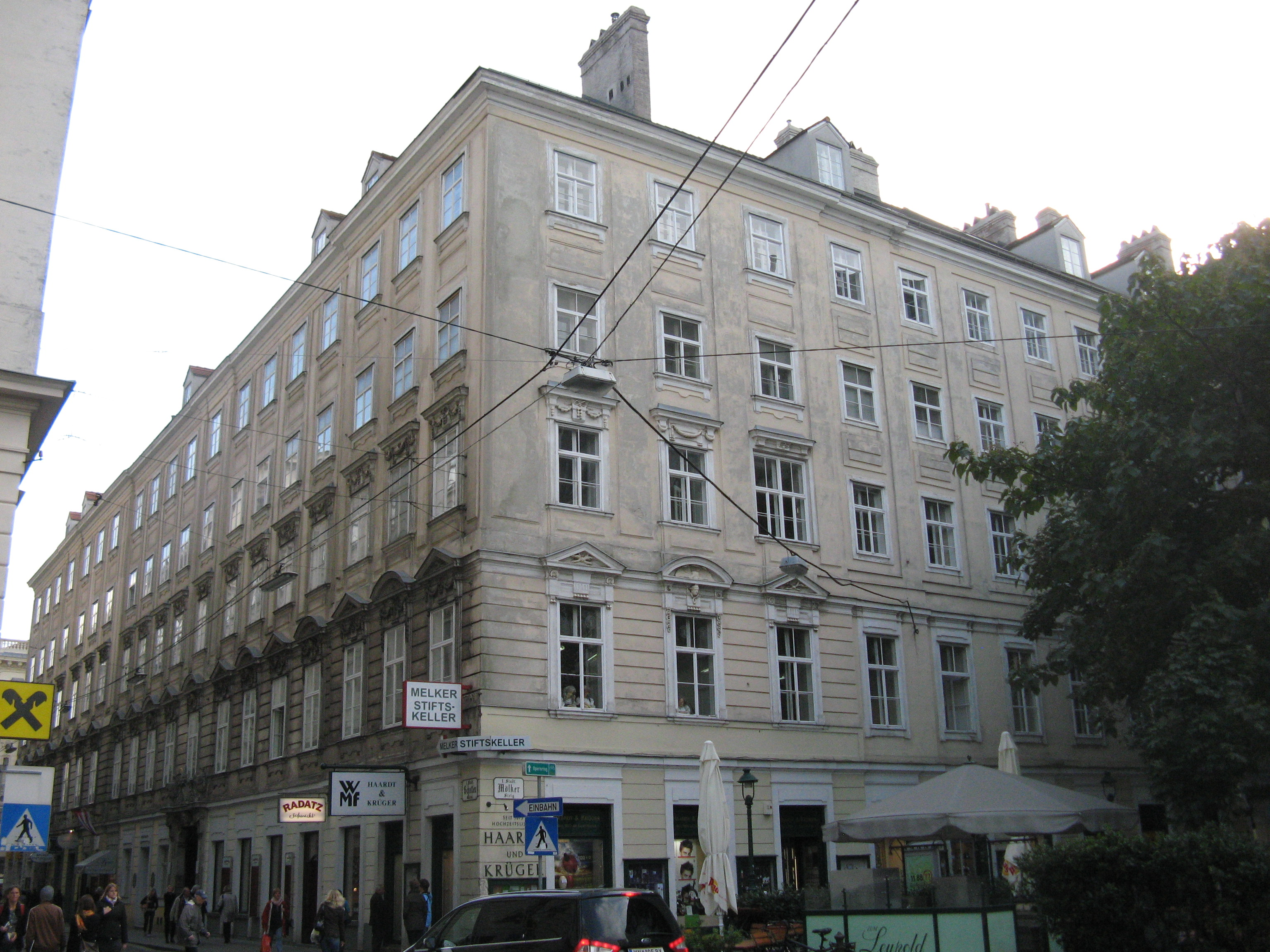
Melkerhof

Der Melker Hof stammt aus der Spätgotik. 1514 entstand eine den Heiligen Leopold und Koloman geweihte Kapelle. 1631 wurde der Melkerhof erweitert. Schließlich gestaltete Josef Gerl den Komplex zwischen 1769 und 1774 zum ältesten neuzeitlichen Miethaus Wiens um. Zur gleichen Zeit erfolgte ein niedriger Zubau am Mölker Steig 4. Ernst Koch führte 1813/14 Adaptierungen durch, Franz Schlirholz stockte das Gebäude 1862/63 mit einem vierten Stock auf.
Beim Melker Hof handelt es sich um einen barockklassizistischen Stiftshof, der ursprünglich an drei Seiten freistand, und um 4 Innenhöfe angelegt wurde. Die mächtige Fassade ist lediglich durch flache Risalite gegliedert. In Höhe der Beletage wechseln dreieck- und segmentgiebelverdachte Fenster mit Masken und Plattendekor. In den Obergeschoßen reihen sich die Fenster additiv aneinander und sind durch Plattendekor voneinander abgesetzt. Die beiden Lisenenportale zeigen an ihren Schulterbogenöffnungen Masken, darüber befinden sich auf Gesimsen Vasen und Melker Stiftswappen mit Abtbüsten. Die Fassaden der Innenhöfe sind teilweise genutet und weisen Lisenen und Plattendekor auf. Im 2. Hof befindet sich eine Gedenktafel für Bombenopfer des Melkerhofes im Jahre 1944.

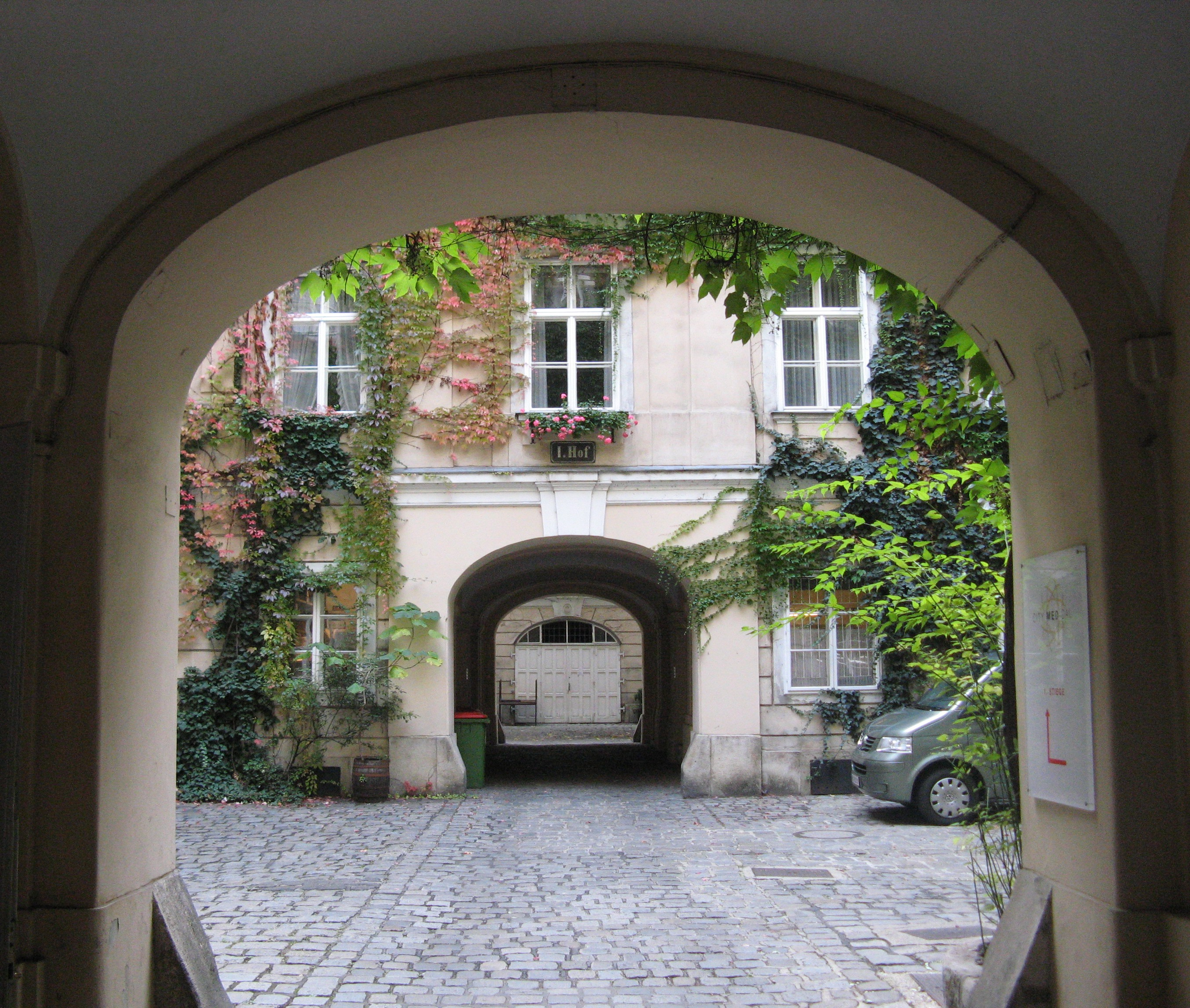
Blick in die Innenhöfe des Melker Hofes

Im Gebäude befindet sich der bekannte Melker Stiftskeller. Er ist einer der ältesten Weinkeller Wiens. Der kreuzgratgewölbte Einpfeilerraum stammt noch aus der Erbauungszeit. Im Hintertrakt ist eine ehemalige Sala terrena bemerkenswert mit Deckengemälde von Johann Baptist Wenzel Bergl, das Putten mit einem Blumenkorb darstellt. In der anschließenden Gaststube befindet sich das sogenannte Schwind-Stüberl mit Wandgemälden von Günter Frank und Marianne Cornelius, die Franz Schubert und Moritz von Schwind mit Musen zeigen.
In der Beletage der 6. Stiege befindet sich die ehemalige Abtwohnung mit Rokokostuckdecke und Gemälden der Heiligen Sebastian, Nikolaus und Rochus aus der ersten Hälfte des 17. Jahrhunderts. Hier gelangt man auch zur bedeutenden Rokoko-Kapelle Mariae Himmelfahrt von Josef Gerl, die 1773 geweiht wurde. Der Saalbau mit abgerundeten Ecken öffnet sich an der Rückwand im Obergeschoß durch 3 Bögen zu einer Empore über der Sakristei. Die bemerkenswerten illusionistischen Deckengemälde stammen von Johann Bergl. Der bedeutende Hochaltar zeigt das Bild Mariä Himmelfahrt von Martin Johann Schmidt von 1773. Die seitlich davon angebrachten vergoldeten Skulpturen der Apostel Petrus und Paulus sind in der Art Johann Georg Dorfmeisters. Die Gemälde der Seitenaltäre stammen ebenfalls von Martin Johann Schmidt, links Martyrium des heiligen Koloman und rechts Der sterbende heilige Benedikt. Das bedeutende holzgeschnitzte Melkerhof-Kruzifix vom Ende des 12. Jahrhunderts wurde 1989 ins Stift Melk transferiert.
Im Gebäude befindet sich ein bekanntes Trachtengeschäft von Gexi Tostmann.

### Nr. 4 Nachkriegsbau
Das jüngste Gebäude an der Schottengasse wurde 1949–1950 von Heinrich Schmid und Hermann Aichinger errichtet. Bemerkenswert ist vor allem die kubisch gestaffelte Fassade. Im Gebäude befindet sich seit 1971 die bekannte Buchhandlung Kuppitsch. Das Haus befindet sich im Eigentum einer 2015 von Karl Wlaschek hinterlassenen Stiftung.

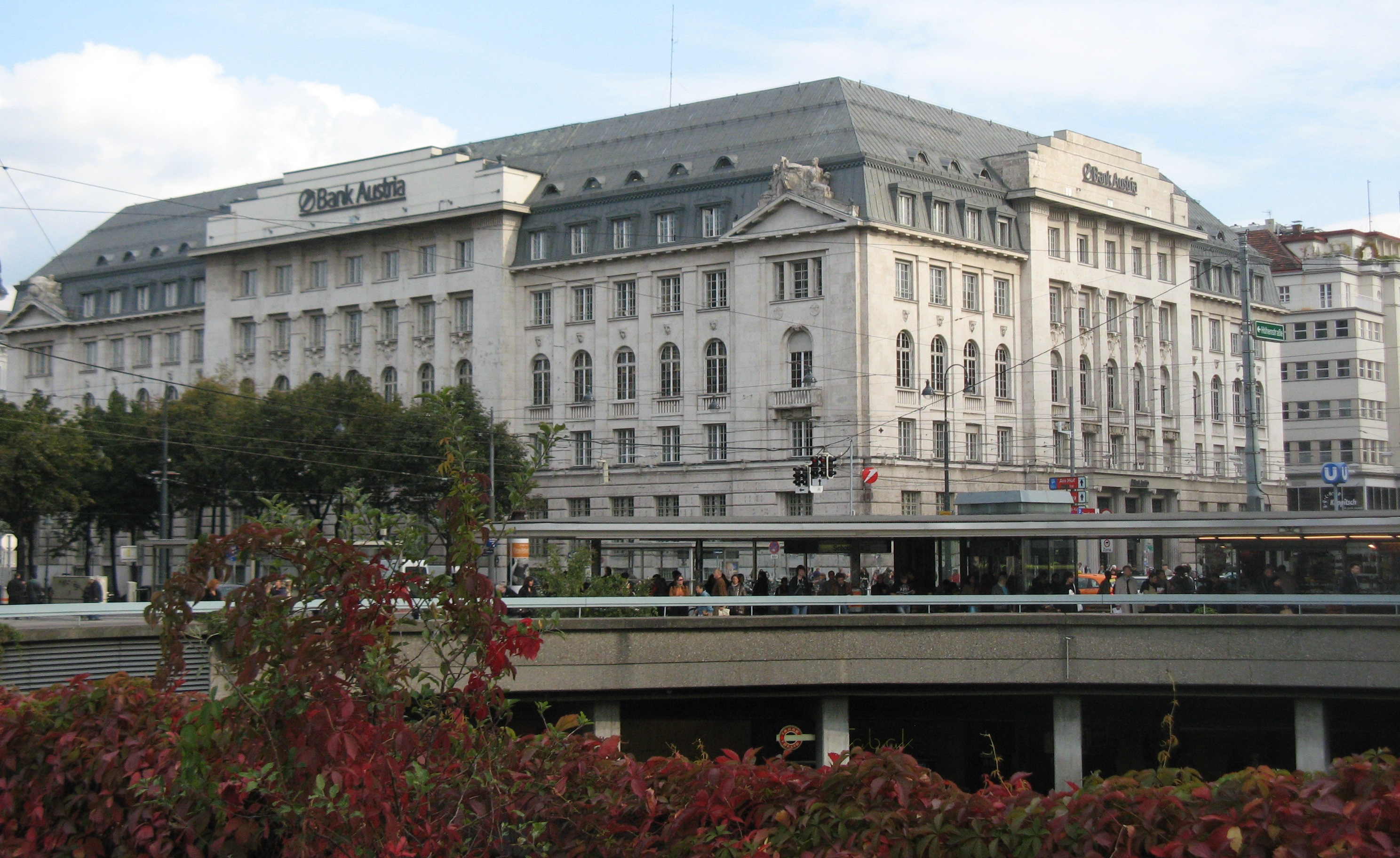
Das Haus am Schottentor (Gebäude der ehemaligen Creditanstalt-Bankverein)

### Nr. 6–8 Ehemalige Creditanstalt-Bankverein

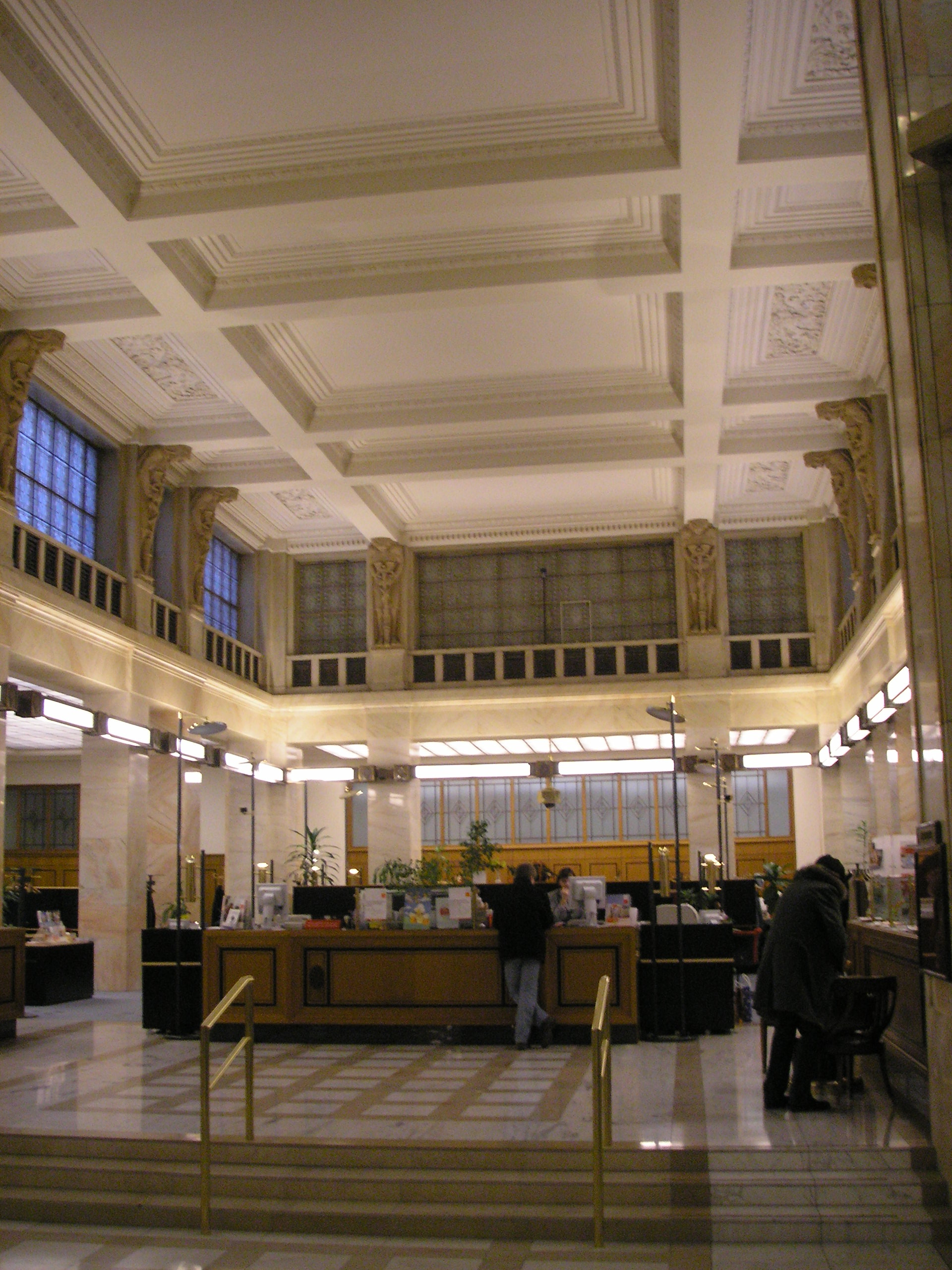
Kassensaal der ehemaligen Creditanstalt-Bankverein

Das monumentale und repräsentative Bankgebäude ist ein Hauptwerk der Architekten Ernst Gotthilf und Alexander Neumann und wurde 1909 bis 1912 für den Wiener Bankverein geschaffen. Dazu musste ein Ringstraßenbau von 1861 bis 1863 abgerissen werden, es war dies der erste Abbruch in der Ringstraßenzone. Das Gebäude selbst wurde im secessionistisch-neoklassizistischen Stil erbaut und an der exponierten Lage freistehend an der Ecke Schottenring/Schottengasse errichtet. Seit 1934 war es die Zentrale der Creditanstalt-Bankverein, 2002 ging es an die Bank Austria.
Das Gebäude ist um kreuzförmige Innentrakte und vier glasgedeckte Innenhöfe errichtet. An den Fassaden zum Schottenring und zur Schottengasse treten die Mittelrisalite deutlich hervor. An den Eckrisaliten an der Ringstraße sind über Dreiecksgiebeln plastische Figuren zu sehen, die jeweils zwei Jünglinge mit Schiffsbug bzw. Globus darstellen. Das Hauptportal in der Schottengasse ist ein dreiachsiges dorisches Säulenportal mit reliefverkleideten Türflügeln. Darauf sind Kinder mit Früchten und Blumen sowie eine Inschrift mit denjenigen Städten, in denen sich Filialen der Bank befanden. Die Türen sind von O. Csenasek signiert. Über dem Portal und über dem ersten Obergeschoß befinden sich Reliefs mit sitzenden Atlanten. Auf gleicher Ebene sind an allen Fassaden durchlaufend Maskenreliefs angebracht.
Im Inneren ist der Kassensaal bemerkenswert. Atlanten auf Pfeilern tragen eine teilweise stuckierte Balkendecke, darunter befinden sich ornamentierte Fenster. Die Schalter sind holzverkleidet. Darüber liegt der zweigeschoßige Fest- und Sitzungssaal, in dessen Vorraum die Skulpturen Menschliche Kathedrale von Fritz Wotruba (1946), Springendes Pferd von Herbert Boeckl (1936) und die Bronzebüsten des Generaldirektors Josef Joham und des Handelsministers Eduard Heinl von Gustinus Ambrosi (um 1950) sowie 2 Gobelins zu sehen sind. Für alle Räumlichkeiten (Büro des Generaldirektors, Büro des Präsidenten, Postlesezimmer, Großer Sitzungssaal, Kleiner Sitzungssaal, Direktionsgang) gilt, dass auf die Verwendung von gediegenen Materialien, wie verschiedenen Marmorsorten, Metallen, Edelhölzern, geprägtem Leder usw., besonderer Wert gelegt wurde.

### Nr. 7 Graf Hardegg'sches Stiftungshaus
Das späthistoristische, im altdeutschen Stil erbaute Graf Hardegg'sche Stiftungshaus wurde 1892 von den Architekten Ferdinand Fellner und Hermann Helmer errichtet. An den abgeschrägten Ecken fallen helmbekrönte Erker auf, an der Ecke zur Mölker Bastei befindet sich ein Relief mit Putten. Das Rundbogenportal mit toskanischen Pilastern liegt unter einem konvexen Beletage-Balkon. Im stuckierten Foyer befindet sich eine Stiftungstafel.

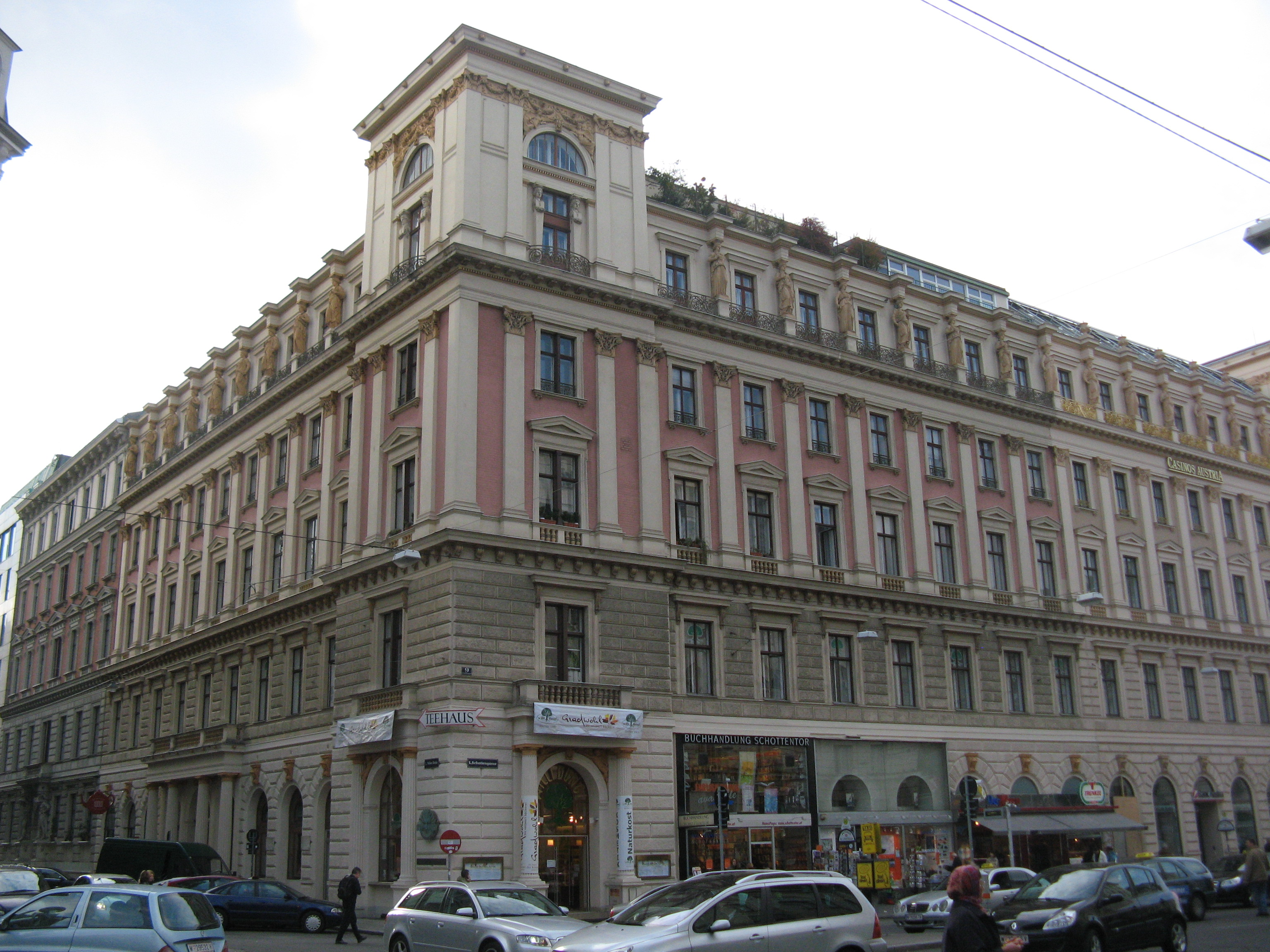
Haus Schottengasse 9

### Nr. 9 Hintertrakt des Palais Ephrussi
Carl Tietz schuf 1869 in Anlehnung an das anschließend an der Ringstraße liegende Palais Ephrussi von Theophil von Hansen Ecke Schottengasse/Mölker Bastei dieses Gebäude. Durch die angeglichene Fassadengestaltung entstand so eine Gebäudegruppe von ästhetischer und formaler Einheit. Einfahrt und Stiegenhaus liegen an der Mölker Bastei. Hier finden sich ionische Pilaster, Stuccolustro-Felder zwischen illusionistischen Granitpfeilern und Stuckkassettendecken. Eine antikisierende Terrakottastatue der Wienerberger Ziegelei steht im Vestibül, das durch korinthische Säulen gegliedert ist. Auch das Stiegenhaus mit Gusseisengeländer und Löwenmasken ist beachtenswert. Das ebenfalls an der Mölker Bastei liegende Demmers Teehaus gestaltete Luigi Blau 1981 mit eingezogener Galerie neu.
Am Gebäude befindet sich eine Gedenktafel für den Chirurgen Anton Eiselsberg, der von 1903 bis 1936 hier gewohnt hatte. Eine weitere Gedenktafel erinnert an den Generalstabschef der österreichisch-ungarischen Monarchie, Friedrich von Beck-Rzikowsky, der 1881 bis 1920 in dem Haus wohnte.

### Nr. 10 Ehemaliges Haus Ölzelt

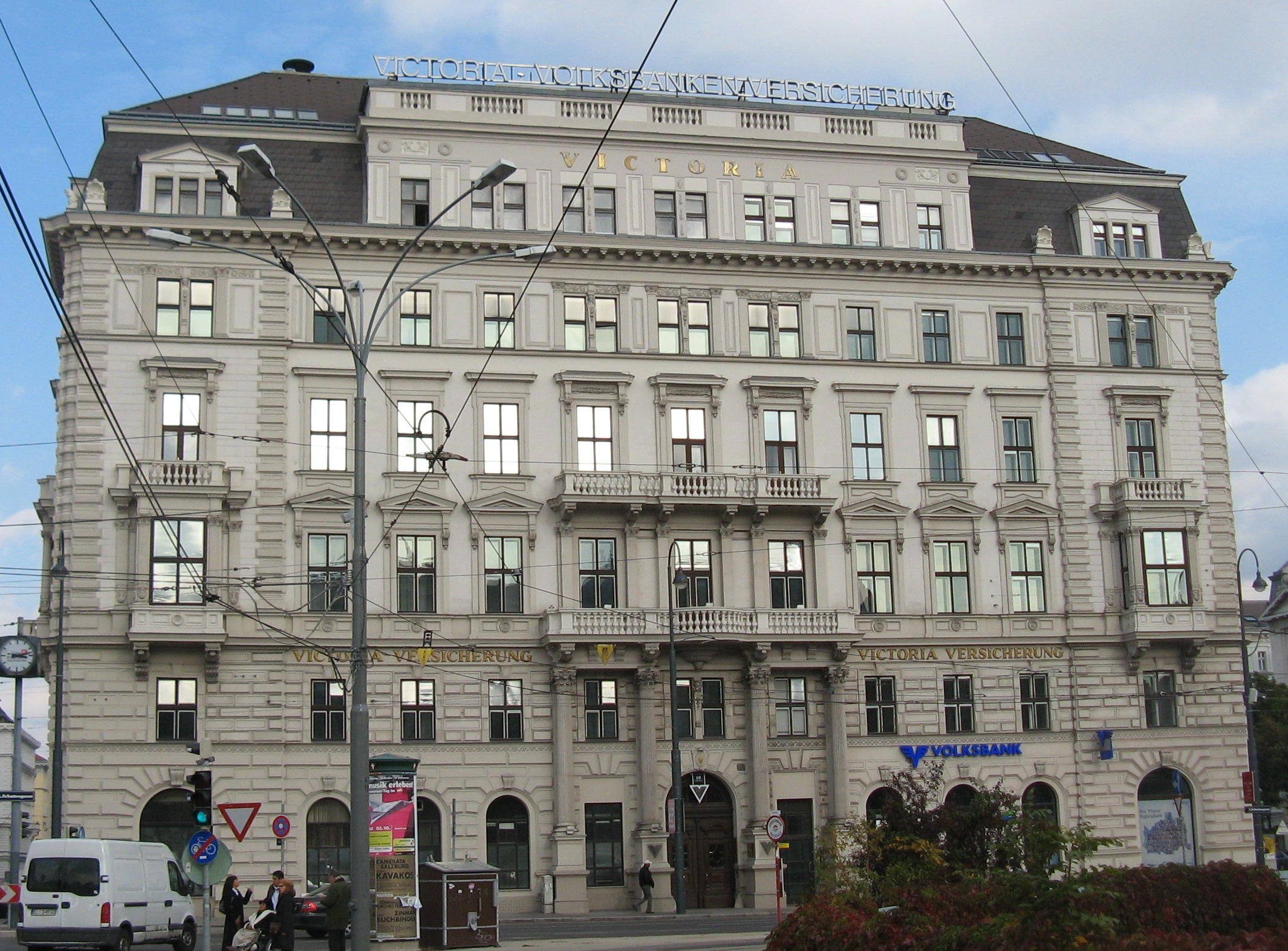
Haus Schottengasse 10

Das einzige Gebäude jenseits der Ringstraße wurde 1870 von Anton Ölzelt zwischen Schottenring und Maria-Theresien-Straße, an drei Seiten freistehend, erbaut. 1921–1922 baute Alexander Neumann das strenghistoristische Haus als Bankgebäude für die Wiener Lombard- und Escompte Bank um. Es ist durch ortsteingequaderte Eckrisalite, ein korinthisches Säulenportal und neoklassizistische Dachaufbauten gekennzeichnet. Im Foyer befindet sich eine dreischiffige Arkadenpfeilerhalle mit vorgestellten korinthischen Säulen bzw. Pilastern. In der Beletage befinden sich Stuckdecken mit großteils nicht mehr erhaltenen Gemälden von Hans Makart von 1870 bis 1872. Im Ecksalon ist eine bemerkenswerte Stuckkassettendecke mit den Allegorien der Architektur, Bildhauerei, Malerei und Tätigkeit.

### Nr. 11 Palais Ephrussi
Das Palais Ephrussi liegt an der Ecke Schottengasse und Universitätsring 14. Es wurde 1869–1873 von Theophil von Hansen errichtet und war dessen letztes und modernstes Palais. Gemeinsam mit dem dahinterliegenden Gebäude Schottengasse 9 von Carl Tietz bildet es eine vollendete Einheit. Es wurde für den Bankier Ignaz von Ephrussi erbaut, auf dessen Wunsch mit bemerkenswert prunkvoller Ausstattung, aber nicht als reines Palais, sondern auch mit Geschäftslokalen im Erdgeschoß. Seit 1969 war es Sitz der Casinos Austria.
Das Gebäude entspricht verkleinert dem Typus des Heinrichshofes von Theophil Hansen, verzichtet aber auf den Mittelrisalit. Eckrisalite sind turmartig hochgezogen. Das lachsrot gehaltene Gebäude wird von einem zurückversetzten Attikageschoß mit Terrakottakaryatiden und vergoldetem Brüstungsgitter bekrönt. Besonders aufwändig sind die Räume der Beletage gestaltet, die mit Gemäldezyklen von Christian Griepenkerl ausgestaltet sind. Die bedeutendste Decke befindet sich im Rauchsalon oder Billardzimmer, wo die Liebesabenteuer des Zeus dargestellt sind, im Tanzsalon sind Bilder aus dem Buch Ester zu sehen, in den übrigen Räumen verschiedene Allegorien. Außerdem sind die Räume mit Marmorschmuck, kostbaren Fußböden und Kaminen ausgestattet.